# 고쿠라성

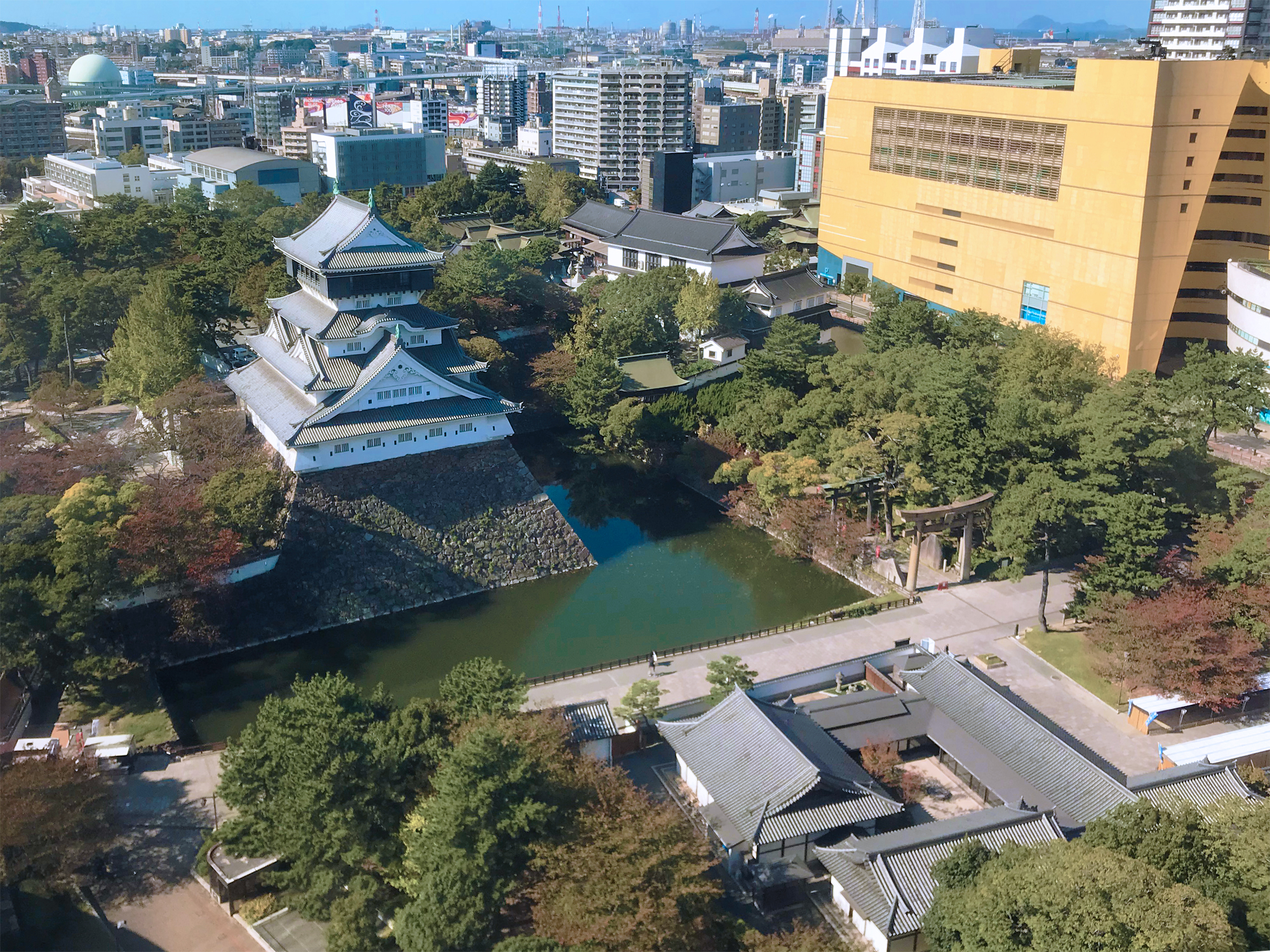
고쿠라성 정원

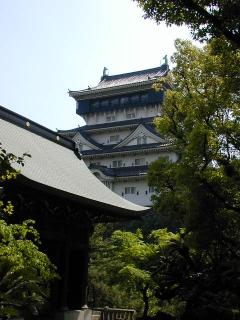
천수

고쿠라성(일본어: 小倉城)은 후쿠오카현 기타큐슈시 고쿠라키타구에 있는 제곽식 평성이다. 에도 시대에는 고쿠라번의 번청으로 사용되었다.

## 개요
고쿠라성은 13세기 중반 무라사키가와 강 하구 서안의 언덕에 축성된 것으로 근세성곽으로 재탄생한 것은 모리 가쓰노부가 성주로 부임할 무렵인 1590년대이며 호소카와 가문이 성주로 부임한 후, 현재의 모습으로 변모했다.
혼마루를 중심으로 남으로는 마쓰노마루, 북으로는 기타노마루를 두었으며, 그 주위를 니노마루와 산노마루가 둘러싼 제곽식 평성이다. 건물은 대천수와 소천수 각각 1기, 단층 망루 117기, 2층 망루 16기를 두었고, 성문 12곳과 총안인 사마가 3271개가 설치되어 있었다. 또, 성의 동쪽으로 흐르는 무라사키가와 강을 천연의 해자로 삼았다. 현재 석벽의 일부와 해자가 남아 있으며, 천수, 망루, 정원과 무가저택이 재건되어 있다.

## 역사
센고쿠 시대 이전
이 지역에 성이 축성된 것 관해서는 알려져 있지 않다. 하지만, 가마쿠라 시대 오가타 다이젠노스케가 이 지역 영주였을 때인 분에이 연간(1264년 ~ 1274년)으로 보고 있다. 이후 스오, 나가토를 중심으로 세를 확장하는 오우치 가문의 관리하에 있었고, 히젠의 쇼니 가문과 분고의 오토모 가문의 삼파전이 벌어져 영주가 차례차례 바뀌었다.
아즈치모모야마 시대
1569년 주고쿠 지방의 패권을 장악한 모리 가문이 규슈 북부로 진출해 현재의 고쿠라 성터에 성을 쌓아 지배했지만, 규슈에서 모리 가문이 물러가자, 오토모 가문의 가신 다카하시 아키타네가 성주로 부임해 지배했다.
1587년 도요토미 히데요시에 의해 규슈가 평정되자, 그의 가신 모리 가쓰노부가 부젠 국 고쿠라를 영지로 받아 입성한다. 그리고, 그 중 일부를 아들 모리 가쓰나가에 주었다. 이 시기 성의 모습에 대한 기록이 없어 자세히는 알려져 있지 않다. 이후 모리 가문은 세키가하라 전투에서 서군에 가담했기 때문에 영지가 몰수된다.
1600년 세키가하라 전투에서 동군에 가담해 공을 세운 호소카와 다다오키가 부젠 국 고쿠라 번 40만석을 영지로 받아 나카쓰성에 입성하지만, 1602년부터 7년에 걸쳐 고쿠라성을 개축해 거처를 옮겼다. 이 시기 성하 마을도 정비하였고, 무라사키가와 강을 양분해 서쪽에는 사찰을, 동쪽에는 상공업자와 무사마을을 조성했다.
에도 시대
1632년 2대 번주 호소카와 다다토시가 히고 국 구마모토번으로 가증 이봉되자, 하리마 국 아카시번에서 오가사와라 다다자네가 15만석을 배령받아 입성한다. 이후 메이지 유신기까지 후다이 다이묘 오사가와라 가문 10대의 거성이었다.
오가사와라 가문이 번주였을 때, 고쿠라 지역은 규슈 각지를 연결하는 도로의 기점이 되었고, 5대 오가사와라 다다미쓰가 번주였을 때에는 성 주변에 다이묘 정원을 조성했다. 하지만 1837년 성내의 화재로 혼마루 어전을 비롯 성의 건조물이 전소되어 2년후인 1839년 재건되지만, 천수는 재건되지 않았다.
1866년 제2차 조슈 정벌에서 고쿠라 번은 막부측에 가담해 조슈번과 전투를 치렀고, 조슈 번의 공세 앞에 고쿠라성으로 퇴각했다. 이에 더해 음력 8월 1일에는 성에 불을 놓은 후, 번주는 구마모토성으로 피신했다. 1867년 조슈 번과 고쿠라 번은 화친이 성립된 후, 번청은 가와라에 있는 관아로 옮겨 갔다.
메이지 시대 이후
1873년(메이지 6년) 구마모토 진다이 산하 고쿠라 분영소가 설치된 후, 성터에는 군부대가 주둔하였고, 태평양 전쟁 후, 미군에 매수되지만, 1957년(쇼와 32년) 해제되었다.
1959년(쇼와 34년) 철근콘크리트 구조로 천수가 재건되었으며, 향토자료관으로 이용되고 있다. 1990년(헤이세이 2년) 천수 내부가 리모델링 되었고, 1998년(헤세 10년) 고쿠라성 정원 및 마쓰모토 세이초 기념관이 개관했다. 2004년(헤이세이 16년) 외측해자의 원형을 알 수 있는 우네보리와 쇼지보리가 발견되었고, 2007년(헤세 19년)에는 지붕의 기와 약 9만장이 교체되었다.

## 같이 보기
- 고쿠라번
- 다카마쓰성 (가가와현)